# Joaquín Candela Ardid
Joaquín Candela Ardid  fue un doctor en medicina español y compositor, considerado uno de los pioneros de la musicoterapia en España, y a quien se debe también la construcción del Teatro Chapi en el municipio de Crevillente.
Compuso la música del apropósito ¡Gloria a Cervantes!, estrenado en Madrid en 1906 en homenaje a Cervantes.
Trabajo en centros como el Instituto Rubio y en el Sanatorio de la Encarnación de Madrid, donde organizó unos grupos experimentales de pacientes psiquiátricos para curar con audiciones musicales, con violín y piano, en enfermos nerviosos y que recoge en un libro titulado La música como medio curativo de las enfermedades nerviosas y en el cual aparece por primera vez el término de Musicoterapia.

## Obra
- La música como medio curativo de las enfermedades nerviosas: Centro de Investigación Musicoterapéutica. 978-84-600-8890-5